# Мирјана Вукојичић
Мирјана Вукојичић (негде и као Мирјана Вукојчић; Београд, 16. децембар 1947 — Београд, 2. март 2017) била је југословенска и српска позоришна, телевизијска и филмска глумица, а бавила се и есејистиком у области театралогије.

## Биографија
Рођена је у Београду, 16. децембра 1947. године. Након завршетка Факултета драмских уметности у Београду (тада Академија за позориште, филм, радио и телевизију), примљена је у Југословенско драмско позориште, где је оставила неизбрисив траг и била његов вишегодишњи члан. Одиграла је десетине улога у позоришту, где се издвајају улоге Офелија (Хамлет), Соња Мармеладова (Зли дуси), Стела (Трамвај звани жеља), Корделија (Краљ Лир) и многе друге. Најпознатије улоге у свету филма, остварила је у филмовима Милена из Прага као Милена Јесенка, Лажа и Паралажа као Јелица и филму Далеко је Аустралија као Ранка. Поред глуме бавила се и есејистиком у области театралогије и оставила је велики број вредних записа о многим глумцима, највише о њеним колегама. Преминула је 2. марта 2017. године у Београду после дуге болести.

## Филмографија
| Год.   | Назив                       | Улога                     |
| ------ | --------------------------- | ------------------------- |
| 1960-е |                             |                           |
| 1969.  | Далеко је Аустралија        | Ранка                     |
| 1970-е |                             |                           |
| 1970.  | Омер и Мерима               |                           |
| 1972.  | Чучук Стана                 | Тода                      |
| 1972.  | Изданци из опаљеног грма    |                           |
| 1972.  | Самоубица                   | Раиса Филиповна           |
| 1973.  | Опасни сусрети              |                           |
| 1973.  | Позориште у кући            | кућна помоћница           |
| 1973.  | Бијег                       |                           |
| 1974.  | Лажа и Паралажа             | Јелица, ћерка             |
| 1975.  | Одборници                   |                           |
| 1975.  | Суђење                      | Мери Мојлан               |
| 1975.  | Фарма                       | Венди                     |
| 1976.  | Част ми је позвати вас      | Мирјана                   |
| 1976.  | Мурталов случај             | Анђа Ружић, ћерка         |
| 1977.  | Усијане главе               | Драгица Трумбић           |
| 1977.  | Васа Железнова              |                           |
| 1977.  | Кућна терапија              | Лула, Витина супруга      |
| 1979.  | Усијање                     | газдина жена              |
| 1979.  | Господин Димковић           | Стефанија Димковић, ћерка |
| 1980-е |                             |                           |
| 1981.  | Дувански пут                | газдина жена              |
| 1983.  | Имењаци                     |                           |
| 1985.  | Џек-пот                     |                           |
| 1985.  | Госпођица Јулија            | Кристина, куварица        |
| 1989.  | Како је пропао рокенрол     |                           |
| 1989.  | Стремницка                  |                           |
| 1990-е |                             |                           |
| 1992.  | Похвала светом кнезу Лазару |                           |
| 1994.  | Милена из Прага             | Милена Јесенска           |
| 1996.  | Срећни људи                 | Вескова муштерија         |
| 2010-е |                             |                           |
| 2010.  | Још један дан               |                           |